# Ove B. Schaffalitzky de Muckadell
Ove Bernhard baron Schaffalitzky de Muckadell (født 4. august 1944 i København) er en dansk læge.
Han er søn af ingeniør Mogens baron Schaffalitzky de Muckadell og Kis født Krøger Andersen og blev sekondløjtnant i Hæren. Han blev cand.med. fra Københavns Universitet i 1970 og fik doktorgraden i 1980 fra samme universitet. Efter ansættelser på en række hospitaler i hovedstadsregionen blev han speciallæge i medicinsk gastroenterologi i 1981 og speciallæge i intern medicin 1982.
1985 blev Schaffalitzky de Muckadell ansat på Odense Universitetshospital som overlæge, og i 1987 blev han professor i intern medicin ved Odense Universitet, nu Syddansk Universitet.
Ved siden af sin undervisning ved lægeuddannelsen har han været institutleder ved Klinisk Institut på Syddansk Universitet, og han har derudover været engageret som underviser, mødeleder og kursusarrangør. Han har bidraget til adskillige lærebøger og er hovedredaktør af lærebogen Medicinsk Kompendium.
Ove B. Schaffalitzky de Muckadells forskning er internationalt kendt og citeret. Han har modtaget Klein-prisen i 1995, Hagedorn Prisen i 2000, Ydes Hæderspris i 2004 og Odd Fellow Ordenens Forskerpris i 2007. 10. maj 1997 blev han Ridder af Dannebrog. Han sidder i bestyrelsen for P. Carl Petersens Fond.
Han ægtede 18. februar 1967 akademiingeniør og laboratoriechef Karen Marie Nissen i Jægersborg Kirke.